# Magiczne przygody misia Ruperta
Magiczne Przygody Misia Ruperta – brytyjski serial animowany z 2006 roku, którego głównym bohaterem jest Miś Rupert, postać stworzona przez Mary Tourtel w 1920 roku. Głównym odbiorcą są dzieci w wieku przedszkolnym. Postacie są częściowo animowane, a częściowo generowane komputerowo. W Polsce nadawany był na kanale MiniMini od 1 maja 2008 roku. Od 7 września 2010 roku nadawany był na kanale TVP1 w Wieczorynce.

## Bohaterowie
- Rupert – główny bohater. Nosi czerwoną koszulę, kropkowany krawat, spodnie w kratkę i białe buty.
- Ping-Pong – pekińczyk, czarodziejka.
- Edward – słoń lubiący jabłka. Bardzo dobrze, chętnie i często czyta.
- Ming – mała smoczyca, najlepsza przyjaciółka Ping-Pong. Nie potrafi latać mimo posiadania skrzydeł.
- Bill – borsuk posiadający przenośną księgę w kształcie telefonu komórkowego, która często staje się zaczątkiem przygód dla bohaterów.
- Rageti – mały, leśny elf mieszkający w drzewie. Świetnie się wspina i potrafi czarować. Ciągle powtarza: „Proszę, dziękuję!” (oryg. Please, Thank You).
- Miranda – mała syrenka, której ogon składa się z zielonych łusek.
- Latarnik – mieszka w latarni morskiej, przyjaźni się i pracuje z Mirandą.
- Fredek i Frida – niegrzeczne liski. Często powodują kłopoty.
- Otis – ośmiornica, która pochodzi z książki.
- Pasterz chmur – zajmuje się tworzeniem i rozmieszczaniem pogody.
- Żona pasterza chmur – cechuje ją roztargnienie.
- Astra – mała gwiazda, pochodzi z nieba. Ma dużo obowiązków.

## Wersja polska
Opracowanie wersji polskiej: na zlecenie MiniMini – Start International Polska

Reżyseria: Paweł Galia

Udział wzięli:
- Brygida Turowska – Rupert
- Lucyna Malec – Bill
- Grzegorz Drojewski – Edward
- Joanna Pach – Ping-Pong
- Anna Sztejner – Miranda
- Joanna Węgrzynowska – Rageti
- Beata Wyrąbkiewicz
- Beata Jankowska-Tzimas
- Janusz Zadura
- Jacek Wolszczak – Pasterz Chmur
- Krystyna Kozanecka
- Agnieszka Kunikowska

i inni
Śpiewała: Magdalena Krylik

## Spis odcinków
| Premiera odcinka | N/o | Polski tytuł                  | Angielski tytuł                    |
| ---------------- | --- | ----------------------------- | ---------------------------------- |
|                  |     |                               |                                    |
| SERIA PIERWSZA   |     |                               |                                    |
|                  |     |                               |                                    |
| 01.05.2008       | 01  | Szalona przejażdżka Ruperta   | Rupert’s Wild Scooter Ride         |
|                  |     |                               |                                    |
| 02.05.2008       | 02  | Podwodna przygoda Ruperta     | Rupert’s Undersea Adventure        |
|                  |     |                               |                                    |
| 03.05.2008       | 03  | Rupert i ptasie gniazdo       | Rupert Builds A Nest               |
|                  |     |                               |                                    |
| 04.05.2008       | 04  | Rupert i gwiazdka z nieba     | Rupert and The Stargirl            |
|                  |     |                               |                                    |
| 05.05.2008       | 05  | Rupert i pasterz chmur        | Rupert and The Cloud Shepherd      |
|                  |     |                               |                                    |
| 06.05.2008       | 06  | Rupert i latający dywan       | Rupert and The Magic Carpet        |
|                  |     |                               |                                    |
| 07.05.2008       | 07  | Rupert i magiczne kichnięcie  | Rupert and The Cheeky Sneeze       |
|                  |     |                               |                                    |
| 08.05.2008       | 08  | Rupert i zamki z piasku       | Rupert and The Special Sandcastle  |
|                  |     |                               |                                    |
| 09.05.2008       | 09  | Rupet i magiczna latarnia     | Rupert and The Magic Lantern       |
|                  |     |                               |                                    |
| 10.05.2008       | 10  | Rupert i poszukiwacze skarbu  | Rupert’s Treasure Hunt             |
|                  |     |                               |                                    |
| 11.05.2008       | 11  | Rupert i księżycowy ser       | Rupert Flies to Cheddar Moon       |
|                  |     |                               |                                    |
| 12.05.2008       | 12  | Rupert i wyścig z jajkiem     | Rupert and The Giant Egg Race      |
|                  |     |                               |                                    |
| 13.05.2008       | 13  | Zaczarowany samochód Ruperta  | Rupert’s Magic Car                 |
|                  |     |                               |                                    |
| SERIA DRUGA      |     |                               |                                    |
|                  |     |                               |                                    |
| 14.05.2008       | 14  | Rupert i niezwykłe urodziny   | Rupert and The Unusual Birthday    |
|                  |     |                               |                                    |
| 15.05.2008       | 15  | Rupert i tęcza                | Rupert and The Rainbow             |
|                  |     |                               |                                    |
| 16.05.2008       | 16  | Rupert i ołowiane żołnierzyki | Rupert and The Toy Soldiers        |
|                  |     |                               |                                    |
| 17.05.2008       | 17  | Rupert i wielki słonecznik    | Rupert and The Giant Sunflower     |
|                  |     |                               |                                    |
| 18.05.2008       | 18  | Rupert i zegar z kukułką      | Rupert and The Cuckoo Clock        |
|                  |     |                               |                                    |
| 19.05.2008       | 19  | Rupert i zaczarowane książki  | Rupert and The Magic Books         |
|                  |     |                               |                                    |
| 20.05.2008       | 20  | Rupert i dokuczliwy Dżin      | Rupert and The Mischievous Genie   |
|                  |     |                               |                                    |
| 21.05.2008       | 21  | Rupert i strach na wróble     | Rupert and The Scarecrow           |
|                  |     |                               |                                    |
| 22.05.2008       | 22  | Rupert i ogród ośmiornicy     | Rupert and The Octopus’s Garden    |
|                  |     |                               |                                    |
| 23.05.2008       | 23  | Rupert i skarb piratów        | Rupert and The Treasure Chest      |
|                  |     |                               |                                    |
| 24.05.2008       | 24  | Rupert i pokaz magii          | Rupert and The Magic Show          |
|                  |     |                               |                                    |
| 25.05.2008       | 25  | Rupert i zagubiona muzyka     | Rupert and The Missing Music       |
|                  |     |                               |                                    |
| 26.05.2008       | 26  | Rupert i maszyna pogody       | Rupert and The Weather Machine     |
|                  |     |                               |                                    |
| SERIA TRZECIA    |     |                               |                                    |
|                  |     |                               |                                    |
|                  | 27  | Rupert i śmieszna czkawka     | Rupert and The Hilarious Hiccups   |
|                  |     |                               |                                    |
|                  | 28  | Rupert i śnieżna kula         | Rupert and The Snowglobe           |
|                  |     |                               |                                    |
|                  | 29  | Rupert i tańczące buty        | Rupert and The Dancing Shoes       |
|                  |     |                               |                                    |
|                  | 30  | Rupert i najstarsze drzewo    | Rupert and The Oldest Tree         |
|                  |     |                               |                                    |
|                  | 31  | Rupert i smok Bill            | Rupert and The Clockwork Dragon    |
|                  |     |                               |                                    |
|                  | 32  | Rupert i księżycowa przygoda  | Rupert and The Moon Adventure      |
|                  |     |                               |                                    |
|                  | 33  | Rupert i chmura smutku        | Rupert and The Grumbleclouds       |
|                  |     |                               |                                    |
|                  | 34  | Rupert i młody wiatr          | Rupert and The Playful Wind        |
|                  |     |                               |                                    |
|                  | 35  | Rupert i magiczny teleskop    | Rupert’s Bird’s Eye View           |
|                  |     |                               |                                    |
|                  | 36  | Rupert i Pan Pamięć           | Rupert and The Memory Man          |
|                  |     |                               |                                    |
|                  | 37  | Rupert i niewidzialne lisy    | Rupert and The invisible Foxes     |
|                  |     |                               |                                    |
|                  | 38  | Rupert i Wróżka Rosy          | Rupert and The Dew Fairy           |
|                  |     |                               |                                    |
|                  | 39  | Rupert i rzeka jabłek         | Rupert and The Apple River         |
|                  |     |                               |                                    |
| SERIA CZWARTA    |     |                               |                                    |
|                  |     |                               |                                    |
|                  | 40  | Rupert i latająca szafa       | Rupert to the Rescue               |
|                  |     |                               |                                    |
|                  | 41  | Rupert i łapacz motyli        | Rupert and The Butterfly Collector |
|                  |     |                               |                                    |
|                  | 42  | Rupert i zagubione gwiazdy    | Rupert and The Lost Stars          |
|                  |     |                               |                                    |
|                  | 43  | Rupert i magiczny aparat      | Rupert and The Photo Finish        |
|                  |     |                               |                                    |
|                  | 44  | Rupert i zepsuta latarnia     | Rupert Lights the Way              |
|                  |     |                               |                                    |
|                  | 45  | Rupert i śpiące kwiaty        | Rupert and The Sleepy Flowers      |
|                  |     |                               |                                    |
|                  | 46  | Rupert i kukiełki             | Rupert and The Magical Puppets     |
|                  |     |                               |                                    |
|                  | 47  | Rupert i zepsuty ul           | Rupert and The Beehive             |
|                  |     |                               |                                    |
|                  | 48  | Rupert i zagubiony ptak       | Rupert and The Lost Bird           |
|                  |     |                               |                                    |
|                  | 49  | Rupert i wyścig łódek         | Rupert and The Sailing Race        |
|                  |     |                               |                                    |
|                  | 50  | Rupert i latający smok        | Rupert and The Magical Dragon      |
|                  |     |                               |                                    |
|                  | 51  | Rupert ratuje święta          | Rupert Saves Christmas             |
|                  |     |                               |                                    |
|                  | 52  | Rupert i śnieżny klucz        | Rupert and The Snow Key            |
|                  |     |                               |                                    |